# دانی مورایس
دانی مورایس (به پرتغالی: Danny Bittencourt Morais) مدافع اهل برزیل است که در شهر پورتو الگره و در تاریخ ۲۹ ژوئن ۱۹۸۵ به دنیا آمده‌است.
دانی مورایس در تیم‌های فوتبال باشگاه ورزشی اینترناسیونال سابقهٔ حضور دارد.